# The Brothers Johnson
The Brothers Johnson è stato un duo musicale funk/R&B statunitense, attivo dagli anni settanta agli anni duemiladieci.

## Storia
I due componenti del gruppo sono i fratelli George alias "Lightnin' Licks" e Louis E. Johnson alias "Thunder Thumbs", originari di Los Angeles (California).
Il duo con loro ha incominciato la propria attività aprendo i concerti di Bobby Womack e delle Supremes. In seguito è stato notato da Quincy Jones, il quale ha composto tre dei loro primi quattro album più importanti, dal 1976 al 1980, 2 dei quali prodotti sotto la prestigiosa "Qwest Productions".
Nel marzo 1976 è stato pubblicato il primo album Look Out for #1, seguito da altri dischi di successo diffusi dalla A&M Records come Right on Time (1977), Blam! (1978) e Light Up the Night (1980). Tra i loro brani più conosciuti vi sono I'll Be Good to You, Strawberry Letter 23 (scritta da Shuggie Otis) e Stomp!.
Nel 1982 il duo si è sciolto per proseguire diversi altri progetti. Louis Johnson ha pubblicato un album gospel e ha anche collaborato con Michael Jackson suonando il basso nel celeberrimo album Thriller. 
George Johnson ha pubblicato alcuni singoli tra il 1985 ed il 1988.
Nel 1984 i fratelli Johnson si sono riuniti e hanno pubblicato Out of Control, LP prodotto da Leon Sylvers.
Dai primi anni 2000 la band ritornò in attività dopo molto tempo, suonando dal vivo in giro per il mondo, prima della prematura scomparsa di Louis Johnson, avvenuta il 21 Maggio 2015.

## Formazione
- George Johnson
- Louis Johnson

## Discografia
Album studio
- 1976 - Look Out for #1 (A&M Records, SLAM 64567)
- 1977 - Right on Time
- 1978 - Blam!
- 1980 - Light Up the Night
- 1981 - Winners
- 1982 - Blast! (compilation)
- 1984 - Out of Control
- 1988 - Kickin'